# Przyrąb (Przeciszów)
Przyrąb – przysiółek wsi Przeciszów w Polsce, położony w  województwie małopolskim, w powiecie oświęcimskim, w gminie Przeciszów.
W latach 1975–1998 przysiółek położony był w województwie bielskim.
Inna nazwa: Przeręb.
Stawy Przeręb
Kompleks stawowy Przeręb, położony na granicy Zatora i Przeciszowa, należy do największych w Dolinie Karpia (461 ha). Tworzą go 23 stawy, z których największym jest Pilawa (78 ha). Całość podlega Rybackiemu Zakładowi Doświadczalnemu w Zatorze. Hoduje się tutaj głównie karpia oraz inne gatunki ryb: szczupaka, jazia, leszcza i lina. Tutejsze stawy powstały najprawdopodobniej w XIV wieku i należą do najstarszych w kraju. Aktualny kształt gospodarstwa pochodzi z lat 1960-1990. Wtedy to większość zbiorników pogłębiono usypując wyspy, a niektóre duże stawy podzielono na mniejsze (np. Góreczniki). Dzięki temu, że w gospodarstwie Przeręb hodowla ryb prowadzona jest w sposób tradycyjny stawy są ostojami ptaków i roślin. Miejsce to słynie z populacji kotewki i grzybieńczyka oraz bogactwa ptaków wodno-błotnych, w tym: ślepowrona, hełmiatki, bączka, bąka oraz zielonki.